# Juan Dolio
Juan Dolio je malá přímořská komunita a turistická destinace v provincii San Pedro de Macorís na jižním pobřeží Dominikánské republiky, na ostrově Hispaniola. Juan Dolio je součástí municipality Guayacanes, která má 9780 obyvatel (dle censu 2010).

## Geografická poloha

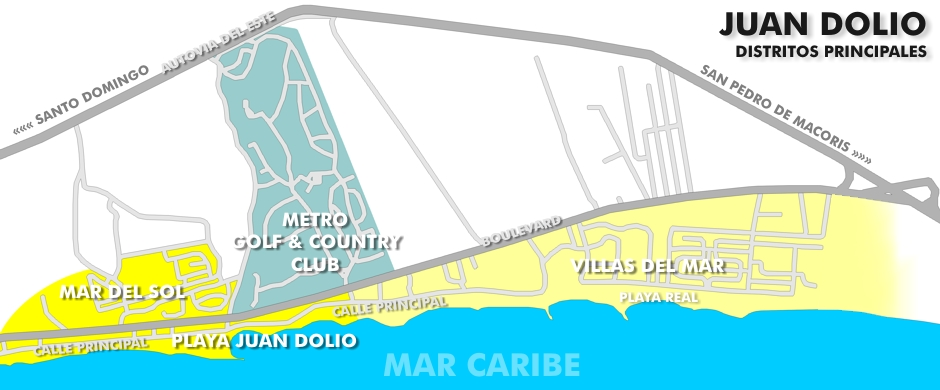
Main Districts of Juan Dolio

Bývalá rybářská vesnice Juan Dolio lemuje pobřeží Karibského moře v délce asi 7 km a rozkládá se po obou stranách silnice Avenida Boulevard, která městečkem Juan Dolio prochází. Západní a východní konce této silnice připojují Juan Dolio k dálnici DR-3 Autovia Del Este, která vesnici míjí na severní straně.
Juan Dolio se nachází asi 50 km východně od Santo Dominga, hlavního města země. Dále na východ, asi 12 km od Juan Dolia, se nachází San Pedro de Macorís, hlavní město provincie. Zatímco severně a východně od městečka se rozkládají více méně divoké pastviny a pole s cukrovou třtinou, na západní straně je městečko v podstatě spojeno s komunitou Guayacanes. Dále na západ (asi 23 km) od Juan Dolia se nachází turistické město Boca Chica a ještě dále (30 km) je pak letiště Las Américas International Airport. 

## Popis městečka
Střed protáhlého městečka se nachází poblíž zátoky a pláže Playa Juan Dolio, která je atraktivní pro místní i pro návštěvníky. Zátoku také používá těch několik zbývajících místních rybářů ke kotvení svých lodí.
Severozápadně od centra se nachází čtvrť Mar Del Sol, severně pak ohrazená komunita Metro Golf & Country Club a východně od centra začíná čtvrť Villas Del Mar. Západní částí městečko přiléhá k sousední komunitě a správnímu centru oblasti – Guayacanes.
Městečko podélně protíná i hlavní ulice, Calle Principal, souběžná s pláží i se silnicí Boulevard. O víkendech je možné Calle Principal projíždět pouze v jednom směru, od západu na východ. Podél hlavní ulice se nachází mnohé obchůdku, restaurace, bary, penziony, menší obytné domy a občas i víceposchoďová obytná budova.
Na východním konci Calle Principal, ve čtvrti Villas Del Mar, se nachází nejen dvě hlavní plážová střediska Juan Dolia, ale i nejnovější výstavba. Finančně silní investoři sem umísťují své realitní projekty, ať už mnohaposchoďové obytné domy či luxusní rezidenční komplexy.

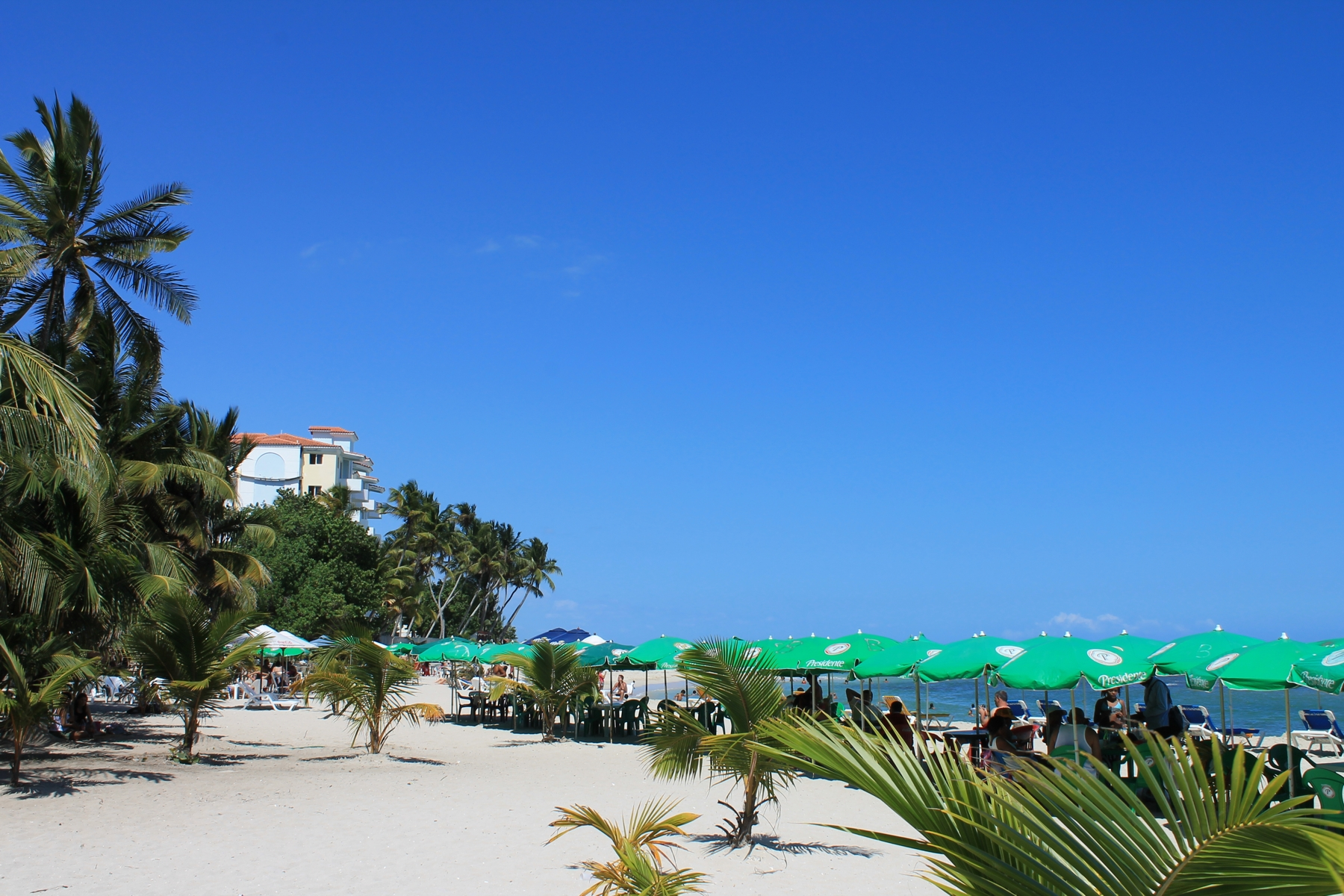
Pláž Juan Dolio

## Pláže
Pláž v centru komunity, Playa Juan Dolio, je veřejně přístupná a nabízí parkovací místa pro návštěvníky. Pohled na pláž ve čtvrti Villas del Mar, zvanou Playa Real, je od hlavní cesty blokován vysokými obytnými budovami (většinou se jedná o částečně prázdninová kondominia). Přístup veřejnosti na Playa Real je často omezen soukromými ochrankami jednotlivých kondominií podél pláže.  
Všechny pláže v různých částech Juan Dolia byly obnoveny a rozšířeny vládním projektem v zimě roku 2006/07 a lákají, zejména o víkendech, rostoucí počty návštěvníků. Veřejná pláž v Juan Dolio, Playa Juan Dolio, není sice tak známá jako třeba pláž v turistickém městečku Boca Chica, ale zdá se být více přírodní a nezkažená. Na písku rostou kokosové palmy, moře je tyrkysové a v dohledu nejsou žádné velké hotely.